# افشاگر (فیلم ۲۰۱۰)
افشاگر (انگلیسی: The Whistleblower) فیلمی در ژانر درام است که در سال ۲۰۱۰ منتشر شد.

## خلاصه داستان
کتی یک افسر پلیس آمریکایی است که به تازگی به عنوان سفیر صلح برای اعزام به کشور جنگ زده بوسنی انتخاب شده‌است تا بتواند با گزارش‌های افشاگرایانه یا سوت‌زنی خود از فاجعه جنگ در این منطقه، جلوی ویرانی هرچه بیشتر این کشور را بگیرد. اما…

## بازیگران
- ریچل وایس
- دیوید استراترن
- ونسا ردگریو
- مونیکا بلوچی
- بندیکت کامبربچ
- دیوید هیولت
- لیام کانینگهام
- لوک تردئوی
- ژانت هاین
- الکساندرو پوتوچئان